# Isländischer Literaturpreis
Der Isländische Literaturpreis (isl. Íslensku bókmenntaverðlaunin) wird jährlich in den drei Kategorien „Belletristik“, „Sach- und Fachliteratur“ sowie (seit 2013) „Kinder- und Jugendliteratur“ vergeben.
Der Preis wurde zum einhundertjährigen Bestehen des Verbandes der isländischen Verlage (Félag íslenskra bókaútgefenda) im Jahr 1989 gestiftet. Bis 2012 wurde er in den beiden Kategorien für Belletristik und Sach- und Fachliteratur verliehen, seit 2013 zusätzlich auch in einer Kategorie für Kinder- und Jugendliteratur. Anfang Dezember werden in den Kategorien je fünf Bücher vorgeschlagen, was in der Zeit der weihnachtlichen Buchflut (Jólabókaflóðið) eine gute Werbung darstellt. Durch ein vom Verband ernanntes Komitee werden die Preise jeweils im folgenden Januar vergeben.

## Preisträger
| Jahr | Gewinner                                                                                           | Belletristik - Titel                                | Sach- und Fachliteratur - Titel                                     | Kinder- und Jugendliteratur - Titel | Deutsche Ausgabe                                |
| ---- | -------------------------------------------------------------------------------------------------- | --------------------------------------------------- | ------------------------------------------------------------------- | ----------------------------------- | ----------------------------------------------- |
| 1989 | Stefán Hörður Grímsson Nur ein Preis für beide Kategorien vergeben                                 | Yfir heiðan morgun: ljóð '87-'89                    |                                                                     |                                     |                                                 |
| 1990 | Fríða Á. Sigurðardóttir                                                                            | Meðan nóttin líður                                  |                                                                     |                                     | Ninas Geschichte, 1998                          |
| 1990 | Hörður Ágústsson                                                                                   |                                                     | Skálholt: kirkjur                                                   |                                     |                                                 |
| 1991 | Guðbergur Bergsson                                                                                 | Svanurinn                                           |                                                                     |                                     | Der Schwan, 1998                                |
| 1991 | Guðjón Friðriksson                                                                                 |                                                     | Bærinn vaknar 1870-1940                                             |                                     |                                                 |
| 1992 | Þorsteinn frá Hamri                                                                                | Sæfarinn sofandi                                    |                                                                     |                                     |                                                 |
| 1992 | Vésteinn Ólason, Sverrir Tómasson Guðrún Nordal                                                    |                                                     | Bókmenntasaga I                                                     |                                     |                                                 |
| 1993 | Hannes Pétursson                                                                                   | Eldhylur                                            |                                                                     |                                     |                                                 |
| 1993 | Jón G. Friðjónsson                                                                                 |                                                     | Mergur málsins : íslensk orðatiltæki: uppruni, saga og notkun       |                                     |                                                 |
| 1994 | Vigdís Grímsdóttir                                                                                 | Grandavegur 7                                       |                                                                     |                                     |                                                 |
| 1994 | Silja Aðalsteinsdóttir                                                                             |                                                     | Skáldið sem sólin kyssti : ævisaga Guðmundar Böðvarssonar           |                                     |                                                 |
| 1995 | Steinunn Sigurðardóttir                                                                            | Hjartastaður                                        |                                                                     |                                     | Herzort, 2001                                   |
| 1995 | Þór Whitehead                                                                                      |                                                     | Milli vonar og ótta                                                 |                                     |                                                 |
| 1996 | Böðvar Guðmundsson                                                                                 | Lífsins tré                                         |                                                                     |                                     |                                                 |
| 1996 | Þorsteinn Gylfason                                                                                 |                                                     | Að hugsa á íslensku                                                 |                                     |                                                 |
| 1997 | Guðbergur Bergsson                                                                                 | Faðir og móðir og dulmagn bernskunnar: skáldævisaga |                                                                     |                                     | Vater, Mutter und der Zauber der Kindheit, 2005 |
| 1997 | Guðjón Friðriksson                                                                                 |                                                     | Einar Benediktsson                                                  |                                     |                                                 |
| 1998 | Thor Vilhjálmsson                                                                                  | Morgunþula í stráum                                 |                                                                     |                                     | Morgengebet, 2011                               |
| 1998 | Hörður Ágústsson                                                                                   |                                                     | Íslensk byggingararfleifð I: ágrip af húsagerðarsögu 1750-1940      |                                     |                                                 |
| 1999 | Andri Snær Magnason                                                                                | Sagan af bláa hnettinum                             |                                                                     |                                     | Die Geschichte vom blauen Planeten, 2007        |
| 1999 | Páll Valsson                                                                                       |                                                     | Jónas Hallgrímsson                                                  |                                     |                                                 |
| 2000 | Gyrðir Elíasson                                                                                    | Gula húsið                                          |                                                                     |                                     |                                                 |
| 2000 | Guðmundur Páll Ólafsson                                                                            |                                                     | Hálendið í náttúru Íslands                                          |                                     |                                                 |
| 2001 | Hallgrímur Helgason                                                                                | Höfundur Íslands                                    |                                                                     |                                     | Vom zweifelhaften Vergnügen, tot zu sein, 2005  |
| 2001 | Sigríður Dúna Kristmundsdóttir                                                                     |                                                     | Björg                                                               |                                     |                                                 |
| 2002 | Ingibjörg Haraldsdóttir                                                                            | Hvar sem ég verð                                    |                                                                     |                                     |                                                 |
| 2002 | Páll Hersteinsson, Pétur M. Jónasson                                                               |                                                     | Þingvallavatn                                                       |                                     |                                                 |
| 2003 | Ólafur Gunnarsson                                                                                  | Öxin og jörðin                                      |                                                                     |                                     |                                                 |
| 2003 | Guðjón Friðriksson                                                                                 |                                                     | Jón Sigurðsson, ævisaga II                                          |                                     |                                                 |
| 2004 | Auður Jónsdóttir                                                                                   | Fólkið í kjallaranum                                |                                                                     |                                     | Die Leute von unten, 2011                       |
| 2004 | Halldór Guðmundsson                                                                                |                                                     | Halldór Laxness                                                     |                                     | Halldór Laxness, 2011                           |
| 2005 | Jón Kalman Stefánsson                                                                              | Sumarljós og svo kemur nóttin                       |                                                                     |                                     | Sommerlicht, und dann kommt die Nacht, 2008     |
| 2005 | Kristín B. Guðnadóttir, Gylfi Gíslason, Arthur Danto, Matthías Johannessen, Silja Aðalsteinsdóttir |                                                     | Kjarval                                                             |                                     |                                                 |
| 2006 | Ólafur Jóhann Ólafsson                                                                             | Aldingarðurinn                                      |                                                                     |                                     |                                                 |
| 2006 | Andri Snær Magnason                                                                                |                                                     | Draumalandið - sjálfshjálparbók handa hræddri þjóð                  |                                     | Traumland, 2011                                 |
| 2007 | Sigurður Pálsson                                                                                   | Minnisbók                                           |                                                                     |                                     |                                                 |
| 2007 | Þorsteinn Þorsteinsson                                                                             |                                                     | Ljóðhús. Þættir um skáldskap Sigfúsar Daðasonar                     |                                     |                                                 |
| 2008 | Einar Kárason                                                                                      | Ofsi                                                |                                                                     |                                     | Versöhnung und Groll, 2011                      |
| 2008 | Þorvaldur Kristinsson                                                                              |                                                     | Lárus Pálsson leikari                                               |                                     |                                                 |
| 2009 | Guðmundur Óskarsson                                                                                | Bankster                                            |                                                                     |                                     | Bankster, 2011                                  |
| 2009 | Helgi Björnsson                                                                                    |                                                     | Jöklar á Íslandi                                                    |                                     |                                                 |
| 2010 | Gerður Kristný                                                                                     | Blódhófnir                                          |                                                                     |                                     |                                                 |
| 2010 | Helgi Hallgrímsson                                                                                 |                                                     | Sveppabókin                                                         |                                     |                                                 |
| 2011 | Guðrún Eva Mínervudóttir                                                                           | Allt með kossi vekur                                |                                                                     |                                     | Alles beginnt mit einem Kuss, 2014              |
| 2011 | Páll Björnsson                                                                                     |                                                     | Jón forseti allur? Táknmyndir þjóðhetju frá andláti til samtíðar    |                                     |                                                 |
| 2012 | Eiríkur Örn Norðdahl                                                                               | Illska                                              |                                                                     |                                     | Böse, 2014                                      |
| 2012 | Gunnar F. Guðmundsson                                                                              |                                                     | Pater Jón Sveinsson - Nonni                                         |                                     |                                                 |
| 2013 | Sjón                                                                                               | Mánasteinn - drengurinn sem aldrei var til          |                                                                     |                                     | Der Junge, den es nicht gab, 2015               |
| 2013 | Guðbjörg Kristjánsdóttir                                                                           |                                                     | Íslenska teiknibókin                                                |                                     |                                                 |
| 2013 | Andri Snær Magnason                                                                                |                                                     |                                                                     | Tímakistan                          |                                                 |
| 2014 | Ófeigur Sigurðsson                                                                                 | Öræfi                                               |                                                                     |                                     |                                                 |
| 2014 | Snorri Baldursson                                                                                  |                                                     | Lífríki Íslands: vistkerfi lands og sjávar                          |                                     |                                                 |
| 2014 | Bryndís Björgvinsdóttir                                                                            |                                                     |                                                                     | Hafnfirðingabrandarinn              |                                                 |
| 2015 | Einar Már Guðmundsson                                                                              | Hundadagar                                          |                                                                     |                                     |                                                 |
| 2015 | Gunnar Þór Bjarnason                                                                               |                                                     | Þegar siðmenningin fór fjandans til                                 |                                     |                                                 |
| 2015 | Gunnar Helgason                                                                                    |                                                     |                                                                     | Mamma klikk!                        |                                                 |
| 2018 | Hallgrímur Helgason                                                                                | Sextíu kíló af sólskini                             |                                                                     |                                     | 60 Kilo Sonnenschein, 2020                      |
| 2018 | Hörður Kristinsson, Jón Baldur Hlíðberg, Þóra Ellen Þórhallsdóttir                                 |                                                     | Flóra Íslands                                                       |                                     |                                                 |
| 2018 | Sigrún Eldjárn                                                                                     |                                                     |                                                                     | Silfurlykillinn                     |                                                 |
| 2019 | Sölvi Björn Sigurðsson                                                                             | Selta – Apókrýfa úr ævi landlæknis                  |                                                                     |                                     |                                                 |
| 2019 | Jón Viðar Jónsson                                                                                  |                                                     | Stjörnur og stórveldi á leiksviðum Reykjavíkur 1925–1965            |                                     |                                                 |
| 2019 | Bergrún Íris Sævarsdóttir                                                                          |                                                     |                                                                     | Langelstur að eilífu                |                                                 |
| 2020 | Elísabet Kristín Jökulsdóttir                                                                      | Aprílsólarkuldi                                     |                                                                     |                                     |                                                 |
| 2020 | Sumarliði R. Ísleifsson                                                                            |                                                     | Í fjarska norðursins: Ísland og Grænland – viðhorfasaga í þúsund ár |                                     |                                                 |
| 2020 | Arndís Þórarinsdóttir, Hulda Sigrún Bjarnadóttir                                                   |                                                     |                                                                     | Blokkin á heimsenda                 |                                                 |
| 2021 | Hallgrímur Helgason                                                                                | Sextíu kíló af kjaftshöggum                         |                                                                     |                                     | angekündigt für Herbst 2023                     |